# Redemptoris Mater
Redemptoris Mater II. János Pál pápa 1987. március 25-i keltezésű enciklikája, mely a "Boldogságos Szűz Máriáról a zarándok egyház életében" alcímet viseli.

## Tartalma
Ebben az enciklikában a pápa nem a Mária-kultusz vetületeit, hanem Mária alaptulajdonságait akarta elmélyíteni az Egyház és Krisztus misztériumának fényében.

#### Szerkezete
Az első rész a bevezetés, a II. vatikáni zsinat eredményein túl utal elődje VI. Pál pápa állásfoglalásairól a Boldogságos szűz tekintetében, és Pál apostolt kijelentéseit idézi. A bevezetés hat részre osztható:
1. Az Üdvözítő Édesanya különleges szerepe az üdvtörténetben. Példamutató és a legkiemelkedőbb tagja az Egyháznak, és egyben előképe is, mert üdvözítő küldetésében egyesíti az anya és a szűz tulajdonságait. Továbbá, mert a megtestesülésben Krisztus és Mária elválaszthatatlanul egymásba kapcsolódtak. Mária mondja ki az Újszövetség első igenjét, és evvel előre vetíti az Egyház jegyesi és anyai feladatát.
2. Ugyanúgy mint Krisztus, Mária is a hit zarándok útját járta, és a Fiával egységet alkotva hűségesen megőrizte a keresztig. A pápa megemlíti elődje VI. Pál pápa ide tartozó műveit is: Christi Matrit, Signum Magnumot és a Marialis Cultust, melyek szólnak a Mária-tiszteletről és kritériumairól, liturgikus, népi és magán Krisztus Anyját megillető formáit.
3. A Szentatya kifejti, hogy közeleg a 2000. év Krisztus születésének ünnepi éve, és utal azokra akik hangoztatják Máriát születését is meg kell ünnepelni. Avval a hasonlattal él, hogy a Nap felkelte előtt, az adventi várakozásban a hajnalcsillag tündöklése megelőzi a napfelkeltét. Így előzte meg Mária az Üdvözítőt. Evvel a hasonlattal világítja meg a pápa Máriát, mint "útmutatót".
4. Összefoglalja a legfontosabb kijelentéseket és dogmákat a második vatikáni zsinaton, és a sokkal régebbi epheszoszi zsinaton elhangzottakat Máriáról.
5. A Szűzanya az Egyház ősmintája, az előkép az Egyház legbelsőbb titka egyesíteni a Szűz és Anya tulajdonságait.
6. Mindez nem rögtön, hanem egy nagy történeti úttal teljesedik be, ami a "hit zarándokútja". Ebben is a Boldogságos Szűz mindig Isten népe előtt jár. Ő szeplő nélkül való, a keresztények törekednek erre, a bűn legyőzésével. Ő már a mennyben, már nem a hit zarándokútját járja, hanem megdicsőülve - a tenger csillaga (Maris Stella) lesz - mindazoknak akik még a hit útját járják.

Első rész. Mária Krisztus misztériumában
1. Kegyelemmel teljes. A pápa ezután az "efezusi levélből" idézve fejti ki, hogy az Atya az idők kezdete előtt Jézus Krisztusban választott ki minket, hogy szentek és feddhetetlenek legyünk előtte. Az üdvözítés egyetemes terve, hogy gyermekeivé legyünk és magasztaljuk kegyelmét. Elnyertük benne a megváltást a vére által, és bűneink bocsánatát bőséges kegyelme révén. Ebben a tervben a Szűz szerepét világítja meg a zsinati és bibliai forrásokból, így utal az "Üdvözlégy kegyelemmel teljes" angyali üdvözlet köszöntésre. Mintha "Mária" neve helyett ez lenne az igazi neve. Természetfeletti adomány a kegyelem, amire őt választották ki, mert Isten anyjává tétetett. Mária égi szerepének elhelyezése után a Szentatya Pál apostolra hivatkozva fejezi be ennek a résznek mondanivalóját: a bűn és ellenségeskedés elleni küzdelemben reményt adó jel.
2. Boldog aki hitt. Ábrahám hitével megnyílt az Ószövetség, Mária engedelmes igenje után elkezdődött az Újszövetség. Erzsébetet, - amikor meglátogatja Mária - azt mondja, "Boldog aki hitt". Nemcsak a Gábriel arkangyalnak az üdvözlet pillanatára vonatkozik, hanem kiinduló pontja az "Istenhez vezető útnak". Majd a pápa sok evangéliumi idézettel végigkíséri Mária útját a kereszt tövéig. Ott teljesül be Krisztus jóslata: "A te lelkedet is tőr járja át". Ez is része a megváltás misztériumának, lelki értelemben részesedik Fia halálában. Egyben igazolja Simeon jövendölését: Krisztus "az ellentmondás jele". Mária részese Krisztus misztériumában, mert öröktől fogva részese volt annak, így a földi életútban is részese Krisztus misztériumában.
3. Ime a Te Anyád Ebben a részben a pápa Jézus és Mária viszonyát elemzi földi és lelki értelemben. Az ő hite vezetett el Jézus első csodatételéhez: "Tegyetek meg mindent amit csak mond!". Evvel is kimutatja, Mária "közbenjár" az emberekért. Ezt követően változtatta Jézus a vizet borrá.

Második rész. Mária a zarándok Egyház középpontjában.
1. Az Egyház mint Isten népe, a föld minden népében gyökeret vert. Az Egyház zarándoklata párhuzamos az Ószövetségi Isten egyházával, Izrael népével. Az új Izrael pedig keresi jövendő, illetve maradandó hazáját, azt Krisztus Egyházának nevezik. Ez inkább zarándoklat a Szentlélekben, belső természetű, és a Szentlélek szüntelenül megújítja el ne fogyatkozzék. Jézus rendkívüli tanúja Mária, egy volt az Új Izrael közül, akik a hít zarándoklatát megkezdték pünkösdkor. A különböző népek akik nemzedékeken keresztül befogadták Krisztust, tisztelettel és bizalommal fordultak Máriához, hitük erősítéseként merítettek az ő hitéből. Mária jelen van az Egyház küldetésében sokféle módon, és világrészek keresik a vele való találkozást.
2. Az Egyház útja és a keresztények egysége. A keresztények útja az ökumenizmus, Krisztus akarata: "Legyenek mindnyájan egy. Ahogy te Atyám..." A keresztény egységet mihamarább meg kell teremteni, melyet elsősorban önmagunkon kell kezdeni a hit elmélyítésével és engedelmességgel, melyre a legjobb példa Mária. Csak a hitre épülhet ez az egység, és ebben az elmélyültségben, ha az Egyházat és Máriát, az egyiket a másikkal akarjuk megvilágítani, akkor együtt tudnak előremenni a "hit zarándokútján". ennek az útnak kell elvezetni az egységre, melyet az Úr óhajt. Ezután a Szentatya kitér az egyetértés vetületeire az ortodox, keleti egyházak, görög egyházatyák, bizánci, kopt, etióp Mária hagyományaira. A második nikaiai zsinat - melynek 1200 évfordulója abban az évben volt (1987)- képábrázolást megengedő határozatára utal, és az abból kifejlődő Hodegitria, Pokrov, Eleúsza, Glikofilúsza ábrázolásmódokat említi. Megemlékezik Oroszországról, az ezredik évforduló közeledtére, mellyel az oroszok a keresztény hitre való térésüket fogják ünnepelni, és evvel kapcsolatban a vlagyimiri ikonról. Befejezésként avval a hasonlattal él, hogy a kelet és nyugat újra "mindkét tüdejével" lélegezzék.
3. A zarándokegyház Magnificatja A vecsernye liturgiáját a Magnificatot elemzi a pápa, mely páratlan módon fejezi ki a szegények megsegítését, Isten jelenlétét, melyben felfedezhető Szűz Mária jelenléte.

Harmadik rész. Mária anyai közbenjárása.
1. Mária az Úr szolgálóleánya A pápa bőségesen hivatkozik a második vatikáni zsinatra, mint itt is: a hívők Krisztussal való egyesülését nem gátolja Mária, hanem előmozdítója. Kiemeli közbenjáró feladatát: "Szűz Mária betölti ezt az alárendelt feladatát, és az Egyház ennek gyümölcsét szüntelen élvezi." Ez a feladat az Istenanyaságból ered. Mária a Megváltó közbenjárásának alárendelt közbenjáró.
2. Mária az Egyház és minden keresztény életében. A pápa összefoglalja a tanulmányának fontos részeit: Mária az ősminta, a példakép és az Egyház hasonlatos az ő szűzi életévek amit Istennek ajánlott fel Mária.

Az Egyház anyja mindig hatékony jele lesz az Krisztus helyes értelmezésének. Az Egyház életében Mária felöleli a múltat, jelent és a jövőt.
1. Mária-év értelme A XII. Pius pápa 1954-ben Mária évet hirdetett a szeplőtelen fogantatás századik évfordulója emlékére; a második vatikáni zsinat útmutatásai és a rendkívüli püspöki szinódus (1985)összefüggéseiben szolgáljon a Mária-év. Nemcsak hittétel, hanem Szűz Máriás lelkület legyen az, amely a hagyományokból ered. Ennek a lelkiségnek kiemelkedő alakja volt Grignon Szent Lajos. A Szentatya kihirdeti a Mária-évet, június 7-én kezdődik. Ne csak emlékezzenek a hívek, hanem készítsék elő a harmadik évezredet. Történelmi jelentőségűnek tartja, hogy a kijevi fejedelem - I. Vlagyimir kijevi nagyfejedelem - megkeresztelkedésének (988) ezredik évfordulóját, mely nemcsak kezdete az orosz evangelizálásnak, hanem Kelet-Európa és Ázsia északi területének is. Örömmel veszi a keletiek Istenszülő tiszteletét, de szomorú a szakításért (1054-ben), azonban az imában összefonódni szeretne mindazokkal aki ezt az ezredik évet ünnepelni fogják.

Befejezés
1. Egy latin himnusszal kezdi a befejezést az Alma Redemptoris Materral. Az emberiség csodálatos eredményeket ért el civilizáció és tudomány területén. Azonban felemelkedés és bukás történelmi viszontagságában az emberi lelkiismeret arra ösztönöz, járjunk az el nem bukás útján. Az Egyház a Megváltóhoz és Anyjához fordul kérésével: "siess segítségére". A jó és rossz között vergődő keresztény nép saját védőjét látja Máriában. A búcsúzásban kívánja, hogy ez az enciklika a szívekben megújulást hozzon. Keltezés Gyümölcsoltó Boldogasszony napján pápaságának kilencedik esztendejében.